# Dow Lewin (historyk)
Dov Levin (ur. 27 stycznia 1925 w Kownie, zm. 3 grudnia 2016 w Jerozolimie) – żydowski historyk specjalizujący się w dziejach Żydów na terenie Europy Wschodniej oraz historii Holocaustu. 

## Biogram
Ukończył gimnnazjum z wykładowym językiem hebrajskim oraz szkołę średnią im. Szolema Alejchema w Kownie. Działał w organizacjach syjonistystycznych, m.in. Ha-Szomer Ha-Cair. Po wejściu na Litwę wojsk niemieckich w 1941 uwięziony w getcie kowieńskim, z którego uciekł walcząc w żydowskiej partyzantce na Wileńszczyźnie. W 1945 wyjechał do Palestyny. Podjął studia z dziedziny socjologii, historii i ekonomii na Uniwersytecie Hebrajskim. Walczył w wojsku izraelskim (1947–1949, 1956, 1967, 1973). W 1966 był stypendystą Fulbrighta na Uniwersytecie w Chicago. W 1971 uzyskał doktorat za dysertację The Armed Struggle of the Lithuanian Jews Against the Nazis. Od 1988 pełnił obowiązki dyrektora Katedry Historii Mówionej Instytutu Współczesnego Żydostwa Uniwersytetu Hebrajskiego. W 1980 nominowany do Światowej Rady Jad Waszem. Od 2003 był przewodniczącym Izraelskiego Towarzystwa Historii Mówionej. 
Naukowo zajmował się głównie historią Żydów w Europie Środkowo-Wschodniej, szczególnie w krajach bałtyckich. Opublikował ponad 520 artykułów i 16 książek w językach hebrajskim i angielskim.

## Ważniejsze publikacje
- (razem z A. Z. Brownem), The Story of an Underground, the Resistance of Jews of Kovno (Lithuania) in World War II (1966)
- Between the Hammer and the Sickle (o Żydach pod okupacją sowiecką, w języku hebrajskim, 1983)
- Lithuanian Jewry’s Armed Resistance to the Nazis 1941-1945 (1985)
- Pinkas HeKehillot...... – Encyclopedia of Jewish Communities – Latvia and Estonia (Jerozolima 1988)
- Fighting Back: Baltic Jews under the Soviets (1994)
- The lesser of two evils: eastern european Jewry under soviet rule, The Jewish Publication Society, Philadelphia-Jerusalem 1995
- The Litvaks: A Short History of the Jews in Lithuania (2000).
- Żydzi wschodnioeuropejscy podczas II wojny światowej, Warszawa 2005 [tłumaczenie z języka angielskiego]